# Grupos de apoyo del Club Deportivo Guadalajara

## Porra del Palillo
Esta porra tiene como antecedente la porra que daba apoyo a la Selección Jalisco cuando jugaba en la liga amateur de la Ciudad de México desde 1940.
En 1943 cuando desaparece la Selección y el Guadalajara ingresa a la Liga Mayor, el cómico Jesús Martínez "Palillo" organizó un grupo de aficionados para apoyar al equipo de sus amores cada vez que jugaban en la capital.
El amor de Jesús Martínez por las Chivas fue tanto que en muchas ocasiones ayudaba a la directiva pagando pasajes, y comprándole ropa a los jugadores y apoyándolos con viáticos, habitación y alimento cuando viajaban a la Ciudad de México. "Palillo" murió en 1994 y hasta su muerte fue uno de los más grandes aficionados al Guadalajara.

## Porra Popular del Club Guadalajara
La Porra Popular del Club Guadalajara nace oficialmente en el año de 1951 cuando fue reconocida como la porra oficial del club, antes de la época del "Ya Merito", y desde entonces vino apoyando al equipo. Su fundador fue José Luis Torres Bañuelos quien también participó como presidente en varias administraciones y se hizo cargo de la porra durante más de 36 años hasta el 10 de marzo de 1988 cuando falleció.
Su origen se dio cuando un grupo de aficionados que gustaban por asistir a observar los juegos del Guadalajara en el antiguo Estadio Felipe Martínez Sandoval quisieron organizarse para apoyar al equipo, el nombre surgió porque se sentaban en la tribuna popular del parque Oro, la llamada brava o de sol, y así fue notificado al club.
La porra desde su inicio fue autónoma, no recibían ningún subsidio del Club Guadalajara ni siquiera los boletos, todos los que formaron el grupo se encargaban de organizar tanto los viajes como la compra de boletos.
En los 1950s las sesiones de la porra se realizaban los martes de cada semana en las oficinas del Club Guadalajara en Degollado 109 altos, donde se discutían las actividades que desarrollaban. Por aquellos años se cobraban 35 pesos por los viajes incluido el boleto para el juego, llevando consigo los artículos tradicionales que se utilizaban entre estos estaban los cencerros, banderas y sirenas.
Algunos líderes de la porra durante esa década fueron Francisco Carrillo, Porfirio Herrera, Jorge Medrano y el mismo José Luis Torres.
Entre las tradiciones de la porra estaban la de vestir a un miembro como mujer y colocarle la camiseta del Atlas durante los clásicos, se hacían desfiles populares desde el centro bailando por toda la avenida Juárez hasta el Parque Oro. Incluso una vez se disfrazó a un miembro como el Gral. José Manuel Núñez, presidente del Atlante, quien mandó a unos agentes para detener la broma.
Cuando Atlas descendió a segunda división por primera vez, se llevó un ataúd al estadio el cual volvieron a llevar el día en que Atlas regresó a primera división, de donde salió un aficionado vestido de mujer indicado que las margaritas habían revivido.
Esta porra ostenta el honor, de que en sus filas estuvieron jugadores del Guadalajara como Sabás Ponce, Miguel "Chilaquil" López, Luis de la Torre, Javier Valle, Conrado Pulido, Sergio Pacheco, entre otros.

## Porra de La Rebeca
Dirigida por Roberto Hernández, quien fue el primero en pasear una Chiva con los colores del equipo en el Parque Oro, y quien en una ocasión se peleó a golpes con el jugador del Atlas, Salvador Zetter, en un Clásico Tapatío.
La Porra de "La Rebeca" era más burguesa que la Porra Popular, pues era de la localidad de sombra, tenía sus instalaciones en Dionisio Rodríguez número 45. Se caracterizó por la música de la "Banda Tepachera" que siempre los acompañaba.
En la década de los 1960s se cambió el nombre a la "Porra Rojiblanca" que después recibiría el nombre de "Porra Rojiblanca Roberto Hernández" en honor al fundador de la porra.

## Legión 1908
Fue la primera Barra de apoyo al Club Deportivo Guadalajara creada en el torneo Verano 1997. Esta barra se encuentra presente en varias partes de la República Mexicana, dependiendo de la localidad donde los seguidores del Guadalajara vivan toman el nombre de la Barra y lo adaptan, como por ejemplo la Legión 1908 DF, que se fundó en la Ciudad de México el 20 de febrero de 2000.

## La irreverente
Fue la segunda Barra de apoyo al Club Deportivo Guadalajara creada en el torneo Invierno 2000, su inicio se dio como un acto de separación a la primera barra del equipo denominada Legión 1908. Varias veces sufrió represalias de la 'Promotora Deportiva Guadalajara' que encabezaba Martínez Garza.
Desde su inicio el grupo decidió irse a la zona C del Estadio Jalisco, donde se estableció y siguió colocándose en los juegos de local del Guadalajara mientras este disputó sus partidos de local en ese estadio.

## Otros
Existieron otros grandes aficionados al club como Ramón Reyes "Palillo", quien era fotógrafo de prensa, y se colgaba del alambrado cargando su cámara sobre sus hombros e impulsaba a la porra rayada a dar apoyo a sus ídolo, en la década de los años 1950s y 1960s.
Otro gran aficionado al Rebaño Sagrado fue el famoso Centavo que se dice sus gritos eran tan fuertes que se podían oír aun estando a gran distancia de su persona. Durante la década de los 1980s existieron otras porras, como la Porra Pepe Martínez que se fundó en honor al difunto jugador José Martínez González, pero que tuvieron vida efímera.
Actualmente existen otros grupos de aficionados organizados en forma de barras, entre ellas se encuentra la barra de "La Reja"en Guadalajara, "La insurgencia" en la Ciudad de México, entre otros. Asimismo, además de las ciudades ya señaladas, en diversas partes de la república mexicana se han creado barras o grupos de apoyo al Club Deportivo Guadalajara, estando los más importantes en Monterrey, León, Aguascalientes, Zacatecas, Colima, San Luis Potosí, Toluca, Tepic, Cancún, Zamora, etc.
- Datos: Q5886736